# سداسية (كرة القدم)

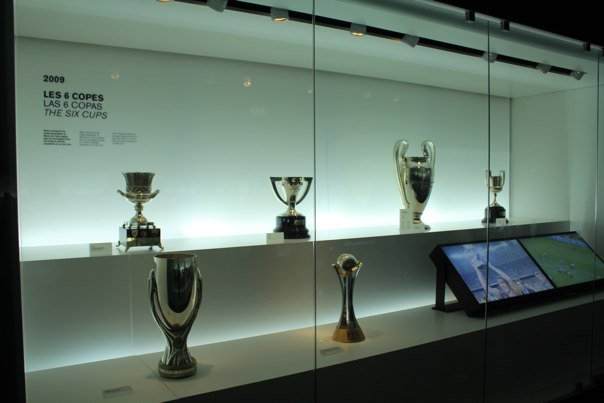
تم عرض الألقاب الستة التي فاز بها برشلونة في عام 2009 في متحف كامب نو.

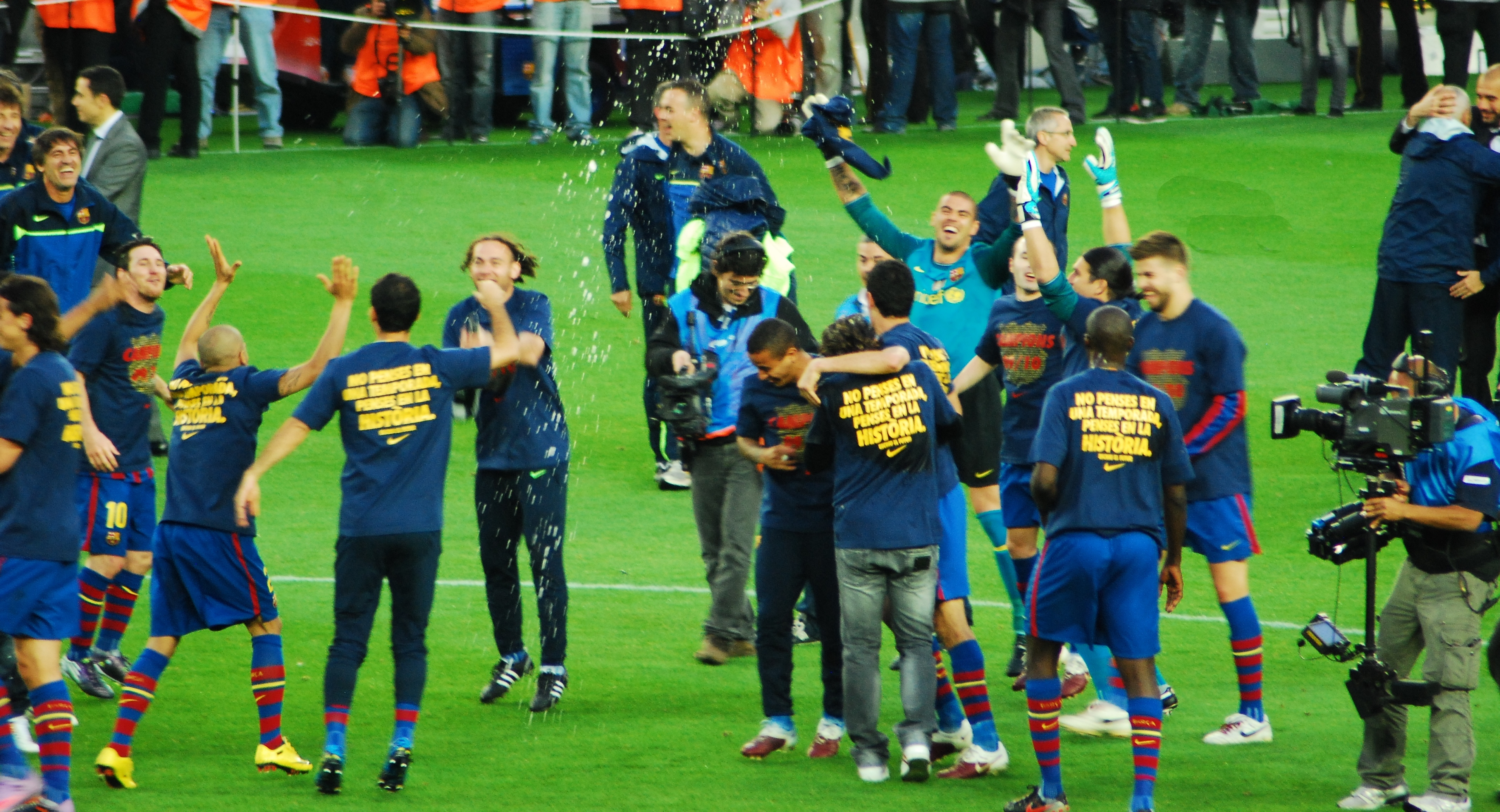
احتفال لاعبي برشلونة يحتفل بالدوري الإسباني 2009-2010

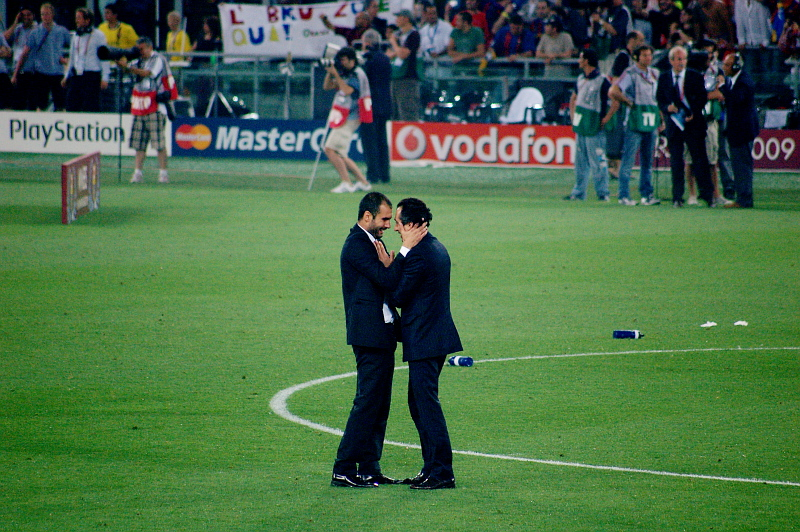
بيب جوارديولا يحتفل بالفوزفي نهائي دوري أبطال أوروبا 2009

يستخدم مصطلح السداسية بشكل أساسي في الصحافة الرياضية ويقصد به الفوز بستة ألقاب وطنية ودولية مهمة في الرياضة، وخاصة في كرة القدم، خلال عام أو موسم رياضي واحد. خلال موسم كرة القدم، تشارك الأندية عادةً في عدد من المسابقات الوطنية، مثل الدوري ومسابقة كأس واحدة أو أكثر، وأحيانًا في المسابقات القارية. يعتبر الفوز بمسابقات متعددة إنجاز مهم بشكل خاص. تميل الثنائية والثلاثية إلى أن تكون إنجازات طويلة في الذاكرة، ولكنها تحدث بتكرار معين، بينما الفوز بأربعة ألقاب أو أكثر في الموسم أقل شيوعًا. في عقد 2010، تم استخدام المصطلحات الرباعية والخماسية والسداسية أحيانا للإشارة إلى أربعة وخمسة وستة ألقاب في موسم واحد. هذه القائمة مقصورة على الأندية التي تلعب في الدرجة الأولى من نظام الدوري الخاص بها.

## السداسية فيكرة القدم الأوروبية
فيما يتعلق بكرة القدم، فإن السداسية تعني أن النادي يجب أن يفوز بست مسابقات رسمية على التوالي. يمكن تحقيق الأداء إما من خلال الانتصارات في نفس الموسم أو في السنة التقويمية، بشرط أن تكون مرتبطة مؤقتًا.
الألقاب الوطنية الثلاثة في أوروبا
- الفوز بالدوري المحلي
- الفوز بالكأس المحلية
- الفوز بكأس السوبر المحلية: وهي البطولة التي تُلعب بين بطل الدوري وبطل الكأس المحلية

اللقبين الدوليين في أوروبا
- الفوز بدوري أبطال أوروبا
- الفوز بكأس السوبر الأوروبي

اللقب الدولي في جميع أنحاء العالم
- الفوز بكأس العالم للأندية، وهي البطولة التي تُجمع أفضل الأندية من مختلف القارات، وتوقفت حاليا

## الفائزون بالسداسية

### 2009:نادي برشلونة

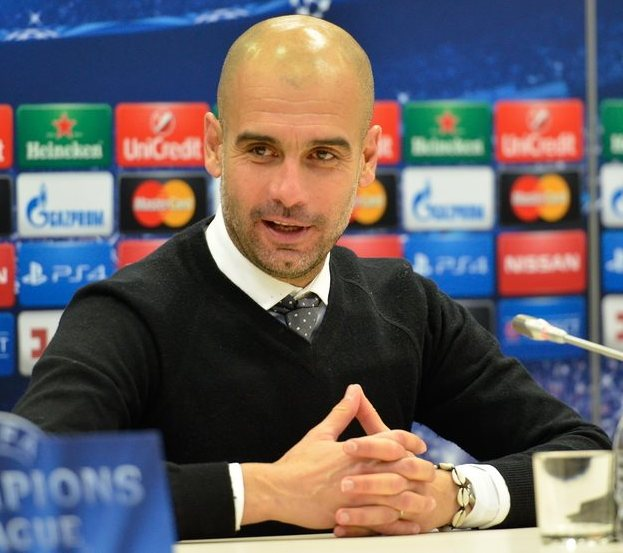
بيب جوارديولا، مدرب برشلونة، الذي حقق أول سداسية دولية في عام 2009.

| عام  | لقب                 |
| ---- | ------------------- |
| 2009 | الدوري الاسباني     |
| 2009 | كأس ملك إسبانيا     |
| 2009 | دوري أبطال أوروبا   |
| 2009 | كأس السوبر الإسباني |
| 2009 | كأس السوبر الأوروبي |
| 2009 | كأس العالم للأندية  |

### 2020:نادي بايرن ميونخ

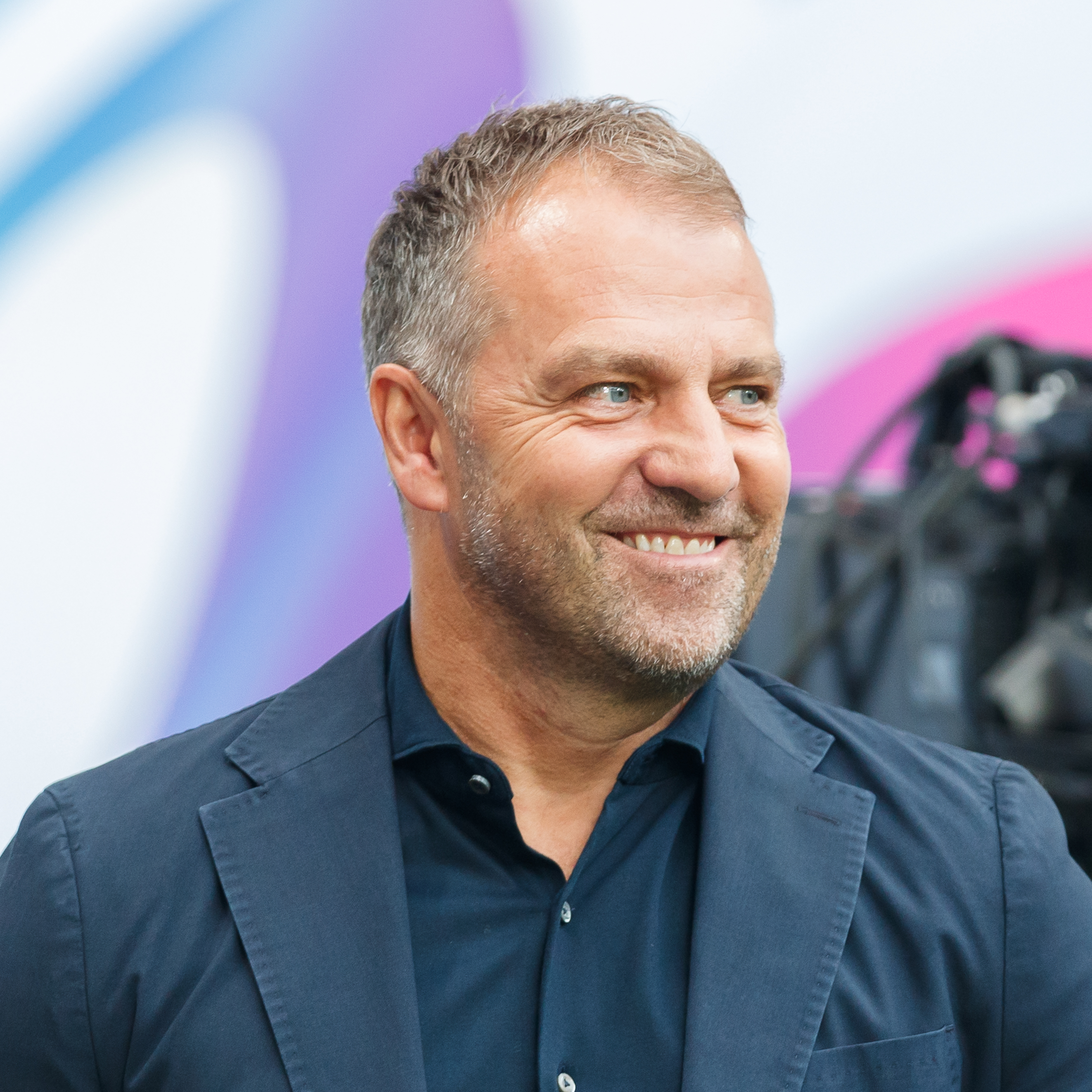
هانسي فليك، مدرب بايرن ميونخ، الذي حقق السداسية الدولية الثانية في عام 2020.

| عام  | لقب                 |
| ---- | ------------------- |
| 2020 | الدوري الالماني     |
| 2020 | كأس ألمانيا         |
| 2020 | دوري أبطال أوروبا   |
| 2020 | كأس السوبر الألماني |
| 2020 | كأس السوبر الأوروبي |
| 2020 | كأس العالم للأندية  |

## الألقاب
| الفريق                            | العام | الألقاب         | الألقاب       | الألقاب           | الألقاب             | الألقاب             | الألقاب            |
| الفريق                            | العام | الدوري المحلي   | الكأس المحلية | دوري أبطال أوروبا | كأس السوبر المحلية  | كأس السوبر الأوروبي | كأس العالم للأندية |
| --------------------------------- | ----- | --------------- | ------------- | ----------------- | ------------------- | ------------------- | ------------------ |
| برشلونة→ بما في ذلك الثلاثية      | 2009  | الدوري الإسباني | كأس الملك     | دوري أبطال أوروبا | كأس السوبر الإسباني | كأس السوبر الأوروبي | كأس العالم للأندية |
| بايرن ميونخ → بما في ذلك الثلاثية | 2020  | الدوري الألماني | كأس ألمانيا   | دوري أبطال أوروبا | كأس السوبر الألماني | كأس السوبر الأوروبي | كأس العالم للأندية |

## فرق كادت أن تحقق السداسية
لم تتمكن الفرق التالية من الفوز بالمسابقة الرسمية السادسة بعد أن حققت الخماسية وبالتالي فقدت السداسية
- 2010:  إنتر ميلان - فاز بالدوري الإيطالي، وكأس إيطاليا، وكأس السوبر الإيطالي، ودوري أبطال أوروبا، وكأس العالم للأندية، لكنه خسر كأس السوبر الأوروبي أمام أتلتيكو مدريد.[5]

- 2011:  برشلونة - فاز بالدوري الإسباني، وكأس السوبر الإسباني ودوري أبطال أوروبا، وكأس السوبر الأوروبي، وكأس العالم للأندية، لكنه خسر المباراة النهائية لبطولة كأس ملك إسبانيا ضد ريال مدريد.[6]

- 2013:  بايرن ميونخ - فاز بالدوري الألماني، وكأس ألمانيا، ودوري أبطال أوروبا، وكأس السوبر الأوروبي، وكأس العالم للأندية، لكنه خسر كأس السوبر الألماني أمام بوروسيا دورتموند.[7]

- 2015:  برشلونة - فاز بلقب الدوري الإسباني، ووكأس ملك إسبانيا، ودوري أبطال أوروبا، وكأس السوبر الأوروبي، وكأس العالم للأندية، لكنه خسر كأس السوبر الإسباني ضد أثلتيك بلباو.[8]

- 2017:  ريال مدريد - فاز بلقب الدوري الإسباني، وكأس السوبر الإسباني، ودوري أبطال أوروبا، وكأس السوبر الأوروبي، وكأس العالم للأندية، لكنه أقصي في ربع النهائي أمام سيلتا فيغو في كأس ملك إسبانيا.

- 2022:  ريال مدريد - فاز بلقب الدوري الإسباني، وكأس السوبر الإسباني، ودوري أبطال أوروبا، وكأس السوبر الأوروبي، وكأس العالم للأندية، لكنه أقصي في ربع النهائي أمام أثلتيك بلباو في كأس ملك إسبانيا.

- 2023:  مانشستر سيتي - فاز بلقب الدوري الإنجليزي، وكأس الاتحاد الإنجليزي، ودوري أبطال أوروبا، وكأس السوبر الأوروبي، وكأس العالم للأندية، لكنه خسر درع المجتمع الإنجليزي أمام أرسنال

- 2024:  ريال مدريد - فاز بلقب الدوري الإسباني، وكأس السوبر الإسباني، ودوري أبطال أوروبا، وكأس السوبر الأوروبي، وكأس القارات للأندية، لكنه أقصي في دور الـ16 أمام أتلتيكو مدريد في كأس ملك إسبانيا.

## السباعية
في 11 فبراير 2021، بعد دقائق فقط من انتهاء نهائي كأس العالم للأندية، تحدى بيب غوارديولا مازحًا بايرن ميونيخ في مباراة مع الفائز السابق بالسداسية برشلونة. نظرًا لأن هذين الفريقين هما الوحيدان اللذان حققا سداسية في تاريخ كرة القدم، فقد اقترح أنهما يمكنهما اللعب للحصول على لقب سابع.
من الناحية الفنية، من الممكن الفوز بسبعة ألقاب، على سبيل المثال يمكن للنادي الإنجليزي الفوز بالدوري الممتاز وكأس الاتحاد الإنجليزي وكأس الرابطة الإنجليزية ودرع الاتحاد الإنجليزي ودوري أبطال أوروبا وكأس السوبر الأوروبي وكأس العالم للأندية في سنة تقويمية.
كان سلتيك على وشك تحقيق ذلك عندما فاز بدوري الدرجة الأولى الاسكتلندية، وكأس اسكتلندا، وكأس الرابطة الاسكتلندية، وكأس أوروبا في عام 1967. إلا أن غياب كأس السوبر الإسكتلندي والأوروبي وخسارتهم أمام فريق ريسينغ كلوب الأرجنتيني في كأس الانتركونتيننتال عام 1967 منعهم من تحقيق 7 ألقاب كبرى.